# Sauvez le tigre
Pour plus de détails, voir Fiche technique et Distribution.
Sauvez le tigre (Save the Tiger) est un film américain réalisé par John G. Avildsen, sorti en 1973.

## Synopsis
À Los Angeles, Harry Stoner est le patron d'une entreprise de prêt à porter au bord de la faillite. Il dresse alors un bilan de sa vie et se rappelle notamment son enfance perdue.

## Fiche technique
Sauf indication contraire, les informations mentionnées dans cette section peuvent être confirmées par la base de données cinématographiques IMDb,  présente dans la section « Liens externes ».
- Titre français : Sauvez le tigre
- Titre original : Save the Tiger
- Réalisation : John G. Avildsen
- Scénario : Steve Shagan
- Production : Martin Ransohoff, Steve Shagan et Edward S. Feldman (en)
- Musique : Marvin Hamlisch
- Photographie : James Crabe
- Montage : David Bretherton
- Décors : Ray Molyneaux
- Société de production : Filmways, Cirandinha Productions et Jalem Productions
- Société de distribution : Paramount Pictures
- Pays d'origine : États-Unis
- Langue originale : anglais
- Format : Couleurs - son mono
- Genre : drame
- Durée : 100 minutes
- Dates de sortie[1] :
  - États-Unis : 14 février 1973
  - Canada : 16 février 1973

## Distribution
- Jack Lemmon : Harry Stoner
- Jack Gilford : Phil Greene
- Laurie Heineman (en) : Myra, l'autostoppeuse
- Patricia Smith : Janet Stoner, l'épouse d'Harry
- Norman Burton : Fred Mirrell
- Lara Parker : Margo, la call-girl
- Thayer David : Charlie Robbins
- Ned Glass : Sid Fivush
- William Hansen (en) : Meyer
- Harvey Jason : Rico
- Liv Lindeland : Ula

## Production
Sissy Spacek a été envisagée pour le rôle de Myra, finalement obtenu par la nouvelle venue Laurie Heineman, pour son premier rôle au cinéma.
Le tournage a lieu en Californie, notamment à Los Angeles et Beverly Hills.

## Distinctions
Source : Internet Movie Database

### Récompense
- Oscars 1974 : meilleur acteur pour Jack Lemmon
- Writers Guild of America Awards 1974 : meilleur scénario original pour Steve Shagan

### Nominations
- Oscars 1974 : meilleur acteur dans un second rôle pour Jack Gilford et meilleur scénario original pour Steve Shagan
- Golden Globes 1974 : meilleur film dramatique, meilleur acteur dans un second rôle pour Jack Gilford et meilleur acteur dans un film dramatique pour Jack Lemmon